# Kerrang! Awards
I Kerrang! Awards (spesso abbreviati in K! Awards) sono stati una manifestazione annuale organizzata dalla rivista musicale britannica Kerrang! riservata ad artisti di ambito rock e heavy metal.
La prima edizione della manifestazione si è tenuta nel 1993, e da allora si è ripetuta annualmente sino al 2017, anno in cui non è stato organizzato alcun evento. L'organizzazione dei Kerrang! Awards è ripresa a partire dal 2018. Nel 2020 e nel 2021 l'evento è stato annullato a causa della pandemia di COVID-19. L'ultima edizione si è svolta nel 2022.
Molte società internazionali come l'Island Records e la Marshall Amplification hanno sponsorizzato lo show e le varie categorie.
Generalmente i premi erano assegnati tramite votazioni sul sito ufficiale, sul quale gli utenti registrati potevano votare i loro artisti preferiti e decretare il vincitore di ogni categoria.
I Kerrang! Awards si sono svolti a Londra, generalmente nel mese di giugno.

## Vincitori dei premi nelle varie edizioni

### 2019
- Miglior artista emergente britannico: Idles
- Miglior artista emergente internazionale: SWMRS
- Miglior canzone: Fever 333 – Burn It
- Miglior album: Ghost – Prequelle
- Miglior gruppo dal vivo britannico: Architects
- Miglior gruppo dal vivo internazionale: Metallica
- Miglior gruppo britannico: Bring Me the Horizon
- Miglior gruppo internazionale: Metallica
- Kerrang! Hall of Fame: Skunk Anansie
- Kerrang! Inspiration: Motörhead
- Kerrang! Icon: Jimmy Page

### 2018
- Miglior artista emmergente britannico: Dream State
- Miglior artista emergente internazionale: Code Orange
- Miglior canzone: Neck Deep - In Bloom
- Miglior album: Enter Shikari - The Spark
- Miglior gruppo dal vivo britannico: Architects
- Miglior gruppo dal vivo internazionale: Foo Fighters
- Miglior gruppo britannico: Biffy Clyro
- Miglior gruppo internazionale: Foo Fighters
- Kerrang! Legend: Corey Taylor
- Kerrang! Inspiration: Joe Perry
- Kerrang! Icon: Tony Iommi

### 2016
- Lifetime Achievement Award: Deftones
- Kerrang! Legend: Iron Maiden
- Kerrang! Hero: Thin Lizzy
- The Icon Award: Blink-182
- Spirit of Punk: Frank Carter
- Miglior evento: You Me at Six – The Ghost Inside Benefit Show
- Miglior gruppo britannico: Asking Alexandria
- Miglior artista emmergente britannico: Creeper
- Miglior artista emergente internazionale: Cane Hill
- Miglior canzone: All Time Low – Missing You
- Miglior gruppo dal vivo: Babymetal
- Miglior album: No Devotion – Permanence
- Miglior gruppo internazionale: A Day to Remember
- Miglior fanbase: Twenty One Pilots
- Miglior festival: Bloodstock
- Tweeter dell'anno: Hayley Williams

### 2015
- Miglior evento: All Time Low/You Me at Six co-headline tour
- Miglior artista emergente britannico: Killer Queen Vodka
- Miglior artista emergente internazionale: PVRIS
- Miglior video: New Years Day – Angel Eyes (feat. Chris Motionless)
- Miglior singolo: Enter Shikari – Anaesthetist
- Miglior album: Marmozets – The Weird and Wonderful Marmozets
- Miglior gruppo dal vivo: Black Veil Brides
- Miglior gruppo britannico: Bring Me the Horizon
- Miglior gruppo internazionale: All Time Low
- Miglior fanbase: Pierce the Veil
- Spirit of Independence: Babymetal
- Spirit of Punk: Slaves
- Lifetime Achievement: Marilyn Manson
- Relentless Award: Rolo Tomassi
- Kerrang! Inspiration: Judas Priest
- Kerrang! Legend: Alice Cooper
- Miglior festival: Slam Dunk
- Tweeter dell'anno: Hayley Williams (Paramore)

### 2014
- Miglior evento: Fall Out Boy – Save Rock and Roll Tour
- Miglior artista emergente britannico: Neck Deep
- Miglior artista emergente: 5 Seconds of Summer
- Kerrang! Inspiration: The Dillinger Escape Plan
- Kerrang! Icon: Ramones
- Miglior singolo: You Me at Six – Fresh Start Fever
- Miglior video: Deaf Havana – Boston Square
- Miglior gruppo dal vivo: Bring Me the Horizon
- Relentless Award: Watain
- Kerrang! Service to Rock: Status Quo
- Best Album: Architects – Lost Forever/Lost Together
- Miglior gruppo internazionale: Fall Out Boy
- Miglior gruppo britannico: You Me at Six
- Kerrang! Hall of Fame: Deep Purple
- Eroe di Kerrang!: Gerard Way
- Tweeter dell'anno: Gerard Way
- Miglior festival: Slam Dunk

### 2013
- Miglior evento: You Me at Six – The Final Night of Sin
- Miglior artista emergente britannico: Lower Than Atlantis
- Miglior artista emergente internazionale: Of Mice & Men
- Premio all'implacabilità: Young Guns
- Miglior video: Pierce the Veil – King for a Day (feat. Kellin Quinn)
- Miglior singolo: Fall Out Boy – The Phoenix
- Miglior album: Biffy Clyro – Opposites
- Miglior gruppo dal vivo: Black Veil Brides
- Miglior gruppo internazionale: All Time Low
- Miglior gruppo britannico: Bring Me the Horizon
- Relentless Award: Young Guns
- Kerrang! Inspiration: Iron Maiden
- Kerrang! Icon: Venom
- Kerrang! Hall of Fame: Pantera
- Kerrang! Service to Rock: Queen
- Kerrang! Legend: Slayer
- Miglior festival: Download Festival
- Tweeter dell'anno: Gerard Way

### 2012
- Miglior artista emergente britannico: While She Sleeps
- Miglior artista emergente internazionale: Falling in Reverse
- Miglior gruppo dal vivo: Enter Shikari
- Miglior singolo: Black Veil Brides - Rebel Love Song
- Miglior video: Bring Me the Horizon - Alligator Blood
- Miglior album: Mastodon - The Hunter
- Miglior gruppo britannico: You Me at Six
- Miglior gruppo internazionale: My Chemical Romance
- Classic Songwriters: Biffy Clyro
- Kerrang! Inspiration Award: Black Sabbath
- Kerrang! Icon Award: Slash
- Kerrang! Hall of Fame: Machine Head
- Kerrang! Legend: Ozzy Osbourne
- Kerrang! Devotion Award: Skindred
- Miglior festival: Download Festival
- Eroe dell'anno: Rou Reynolds (Enter Shikari)
- Tweeter dell'anno: Hayley Williams (Paramore)

### 2011
- Miglior artista emergente britannico: Asking Alexandria
- Miglior artista emergente internazionale: Black Veil Brides
- Miglior gruppo dal vivo: All Time Low
- Miglior singolo: Thirty Seconds to Mars - Hurricane
- Miglior video: My Chemical Romance - Na Na Na
- Miglior album: Bring Me the Horizon - There Is a Hell, Believe Me I've Seen It. There Is a Heaven, Let's Keep It a Secret.
- Miglior gruppo britannico: You Me at Six
- Miglior gruppo internazionale: Thirty Seconds to Mars
- Classic Songwriters: Biffy Clyro
- Kerrang! Inspiration Award: Def Leppard
- Kerrang! Icon Award: Alice Cooper
- Kerrang! Hall of Fame Award: Korn
- Kerrang! Legend: Ozzy Osbourne
- Kerrang! Devotion Award: Skindred

### 2010
- Miglior artista emergente britannico: Rise to Remain
- Miglior artista emergente internazionale: Trash Talk
- Miglior gruppo dal vivo: Bullet for My Valentine
- Miglior singolo: You Me at Six - Liquid Confidence
- Miglior video: Biffy Clyro - The Captain
- Miglior album: Paramore - Brand New Eyes
- Miglior gruppo britannico: Bullet for My Valentine
- Miglior gruppo internazionale: Thirty Seconds to Mars
- No Half Measures: Frank Turner
- Classic Songwriters: Lostprophets
- Kerrang! Inspiration: Rammstein
- Kerrang! Services to Metal: Paul Gray
- Kerrang! Icon Award: Ronnie James Dio
- Kerrang! Hall of Fame: Mötley Crüe

### 2009
- Miglior artista emergente britannico: In Case of Fire
- Miglior artista emergente internazionale: The Gaslight Anthem
- Miglior gruppo dal vivo: Slipknot
- Miglior singolo: The Prodigy - Omen
- Miglior album: Metallica - Death Magnetic
- Miglior gruppo britannico: Bullet for My Valentine
- Miglior gruppo internazionale: Slipknot
- Miglior video: Mastodon - Oblivion
- Kerrang! Classic Songwriter: Linkin Park
- Kerrang! Hall of Fame: Limp Bizkit
- Kerrang! Inspiration: Machine Head
- Kerrang! Icon: Alice in Chains
- Kerrang! Spirit of Independence: The Wildhearts

### 2008
- Miglior artista emergente internazionale: Black Tide
- Miglior artista emergente britannico: Slaves to Gravity
- Miglior video: Coheed and Cambria - Feathers
- Miglior singolo: Thirty Seconds to Mars – From Yesterday
- Miglior album: Avenged Sevenfold – Avenged Sevenfold
- Miglior gruppo dal vivo: Machine Head
- Miglior gruppo britannico: Bullet for My Valentine
- Miglior gruppo internazionale: Thirty Seconds to Mars
- Kerrang! Icon: Slipknot
- Classic Songwriters: Def Leppard
- Kerrang! Hall of Fame: Rage Against the Machine
- Kerrang! Inspiration: Metallica

### 2007
- Miglior artista emergente britannico: Gallows
- Miglior artista emergente internazionale: Madina Lake
- Miglior gruppo dal vivo: Enter Shikari
- Miglior singolo: Thirty Seconds to Mars - The Kill
- Miglior album: Machine Head - The Blackening
- Miglior video: Fall Out Boy - This Ain't a Scene, It's an Arms Race
- Miglior gruppo britannico: Lostprophets
- Miglior gruppo internazionale: My Chemical Romance
- Spirit of Independence: Enter Shikari
- Classic Songwriters: Deftones
- Hard Rock Hero: Machine Head
- Kerrang! Icon: Nine Inch Nails
- Kerrang! Hall of Fame: Judas Priest

### 2006
- Miglior gruppo britannico: Lostprophets
- Miglior gruppo dal vivo: Muse
- Miglior album: Lostprophets - Liberation Transmission
- Miglior singolo: Bullet for My Valentine - Tears Don't Fall
- Miglior video: Fall Out Boy - Sugar, We're Goin Down
- Miglior artista emergente britannico: Bring Me the Horizon
- Miglior artista emergente internazionale: Aiden
- Miglior gruppo internazionale: My Chemical Romance
- Classic Songwriters: Placebo
- Spirit of Independence: The Prodigy
- Hall of Fame: Slayer
- Kerrang! Legend: Angus Young (AC/DC)

### 2005
- Miglior gruppo internazionale: Green Day
- Miglior artista emergente britannico: Bullet for My Valentine
- Miglior artista emergente internazionale: Trivium
- Miglior gruppo britannico: Funeral for a Friend
- Miglior singolo: Foo Fighters - Best of You
- Miglior album: My Chemical Romance - Three Cheers for Sweet Revenge
- Miglior gruppo dal vivo: Green Day
- Miglior video: My Chemical Romance - Helena
- Classic Songwriter: Trent Reznor (Nine Inch Nails)
- Lifetime Achievement: Killing Joke
- Services to Metal: Roadrunner Records
- Icon Award: Marilyn Manson
- Hall of Fame: Iron Maiden

### 2004
- Miglior gruppo internazionale: Metallica
- Miglior singolo:  Lostprophets - Last Train Home
- Miglior video: HIM - Funeral of Hearts
- Miglior gruppo dal vivo: The Darkness
- Miglior artista emergente internazionale: Velvet Revolver
- Miglior artista emergente britannico: Yourcodenameis:Milo
- Miglior album: Muse - Absolution
- Miglior gruppo britannico: The Darkness
- Classic Songwriters: Ash
- Spirit of Rock: Anthrax
- Icon Award: MC5
- Hall of Fame: Green Day

### 2003
- Miglior singolo: Good Charlotte - Lifestyles of the Rich & Famous
- Miglior video: Electric Six - Gay Bar
- Miglior artista emergente internazionale: Evanescence
- Miglior artista emergente britannico: Funeral for a Friend
- Miglior album: The Darkness - Permission to Land
- Miglior gruppo britannico: Feeder
- Miglior gruppo internazionale: Linkin Park
- Miglior gruppo dal vivo: The Darkness
- Evento dell'anno: Download Festival
- Classic Songwriters: Red Hot Chili Peppers
- Spirit of Independence: Turbonegro
- Spirit of Rock: Jackass
- Hall of Fame: Metallica

### 2002
- Miglior artista emergente internazionale: Sum 41
- Miglior singolo: Puddle of Mudd - Blurry
- Miglior gruppo dal vivo britannico: Muse
- Miglior video: Marilyn Manson
- Miglior gruppo britannico: A
- Miglior gruppo dal vivo internazionale: Rammstein
- Miglior artista emergente britannico: The Cooper Temple Clause
- Miglior album: Hundred Reasons - Ideas Above Our Station
- Miglior gruppo internazionale: Red Hot Chili Peppers
- Classic Songwriters: The Offspring
- Spirit of Independence: Alec Empire (Atari Teenage Riot)
- Hall of Fame: Foo Fighters

### 2001
- Miglior gruppo dal vivo britannico: Feeder
- Miglior gruppo dal vivo internazionale: Papa Roach
- Miglior artista emergente britannico: Lostprophets
- Miglior gruppo britannico: Muse
- Miglior singolo: OPM - Heaven is a Halfpipe
- Miglior artista emergente internazionale: Linkin Park
- Miglior video: Papa Roach
- Miglior album: Marilyn Manson
- Miglior gruppo internazionale: Slipknot
- Spirit of Independence: Less Than Jake
- Classic Songwriters: Green Day
- Hall of Fame: Iggy Pop